# Этидзэн-Кацуяма (княжество)
Княжество Кацуяма (яп. 山山藩 Тояма-хан) — феодальное княжество (хан) в Японии периода Эдо (1624—1644, 1691—1871) на востоке провинции Этидзэн региона Хокурикудо на острове Хонсю (современная префектура Фукуи).

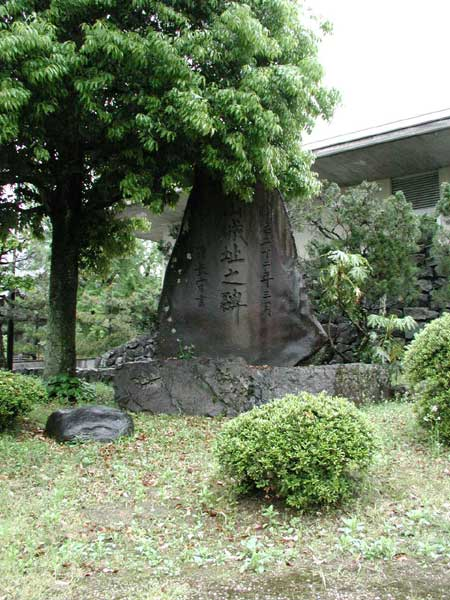
Памятник на месте нахождения замка Кацуяма

Административный центр княжества: замок Кацуяма (сейчас город Кацуяма, префектура Фукуи). В течение большей части своей истории княжество управлялось одной изи линий клана Огасавара.

## История
После битвы при Сэкигахаре в 1600 году Токугава Иэясу пожаловал провинцию Этидзэн своему второму сыну Юки Хидэясу в качестве домена с доходом 690 000 коку. Хидэясу передал район Кацуямы Хаяси Садатаде в качестве феода (9 800 коку). Но Хаяси был лишён феода в 1612 году сыном Хидэясу, Мацудайрой Таданао. Таданао, в свою очередь, был лишён княжества сёгунатом Токугава в 1623 году. Княжество Фукуи было разделено. Пятый сын Юки Хидэясу Мацудайра Наомото получил домен Кацуяма-хана (30 000 коку). Это ознаменовало начало существования княжества Кацуяма, хотя первоначально было несколько неясно, является ли Кацуяма независимым или дочерним доменом Фукуи-хана. В 1635 году Мацудайра Наомото был переведён в соседний домен Оно-хан, а его младший брат Мацудайра Наоёси стал даймё Кацуяма-хана. В 1644 году он был также переведён в домен Оно-хан, и домен Кацуяма прекратил своё существование. В 1686 году его территории были переданы из княжества Фукуи в сёгунат, и он стал территорией тэнрё.
В 1691 году княжество Кацуяма (22 00 коку) было восстановлено для Огасавары Саданобу, бывшего правителя княжества Такасу в провинции Мино. Клан Огасавара продолжал править Кацуяма-ханом до конца периода Эдо, страдая от более чем от десяти крестьянских восстаний, вызванных голодом, стихийными бедствиями и неурожаем.
Во время Войны Босин и Реставрации Мэйдзи княжество Кацуяма быстро перешло на сторону нового правительства, и было назначено на полицейскую службу Киото в 1868 году. В 1869 году 8-й (и последний) даймё Кацуяма-хана Огасавара Нагамори стал имперским губернатором до отмены системы хан в июле 1871 года.

## Списокдаймё
| #                                      | Имя                                      | Годы правления | Титул                                 | Придворный ранг                             | Кокудака    |
| -------------------------------------- | ---------------------------------------- | -------------- | ------------------------------------- | ------------------------------------------- | ----------- |
| Род Мацудайра (симпан-даймё) 1624—1695 |                                          |                |                                       |                                             |             |
| 1                                      | Мацудайра Наомото (яп. 松平（結城）直基) | 1624-1635      | Ямато-но-ками (大和守); Дзидзю (侍従) | Младший 4-й ранг, младший класс (従四位下)  | 30,000 коку |
| 2                                      | Мацудайра Наоёси (яп. 松平直良)          | 1635-1644      | Тоса-но-ками (土佐守); Дзидзю (侍従)  | Младший 4-й ранг, младший класс (従四位下)  | 35,000 коку |
| Сёгунат Токугава 1644—1691             |                                          |                |                                       |                                             |             |
| Род Огасавара, 1691—1871 (фудай-даймё) |                                          |                |                                       |                                             |             |
| 1                                      | Огасавара Саданобу (яп. 小笠原貞信)      | 1691-1702      | Тоса-но-ками (土佐守))                | Младший 5-й ранг,, младший класс (従五位下) | 22,000 коку |
| 2                                      | Огасавара Нобутоки (яп. 小笠原信辰)      | 1702-1721      | Суруга-но-ками (駿河守))              | Младший 5-й ранг, младший класс (従五位下)  | 22,000 коку |
| 3                                      | Огасавара Нобунари (яп. 小笠原信成)      | 1721-1730      | Ното-но-ками (能登守))                | Младший 5-й ранг, младший класс (従五位下)  | 22,000 коку |
| 4                                      | Огасавара Нобутанэ (яп. 小笠原信胤)      | 1730-1745      | Сагами-но-ками (相模守))              | Младший 5-й ранг, младший класс (従五位下)  | 22,000 коку |
| 5                                      | Огасавара Нобуфуса (яп. 小笠原信房)      | 1745-1780      | Хида-но-ками (飛騨守))                | Младший 5-й ранг, младший класс (従五位下)  | 22,000 коку |
| 6                                      | Огасавара Нобумити (яп. 小笠原長教)      | 1780-1799      | Сагами-но-ками (相模守))              | Младший 5-й ранг, младший класс (従五位下)  | 22,000 коку |
| 7                                      | Огасавара Нагатака (яп. 小笠原長貴)      | 1799-1840      | Сагами-но-ками (相模守))              | Младший 5-й ранг, младший класс (従五位下)  | 22,000 коку |
| 8                                      | Огасавара Нагамори (яп. 小笠原長守)      | 1840-1871      | Сагами-но-ками (相模守))              | Младший 5-й ранг, младший класс (従五位下)  | 22,000 коку |

- Огасавара Саданобу (小笠原貞信, 20 сентября 1631 — 28 июля 1714) — 1-й даймё Этидзэн-Кацуяма-хана (1691—1702) Эдо. Он был сыном Такаги Садакацу, чиновника Котай Йори в администрации сёгуната и родился в провинции Мино. Поскольку его мать была дочерью Огасавары Нобуюки, он был принят в качестве наследника Сэкиядо-хана, став даймё в 1640 году. Однако, поскольку в то время ему было всего 10 лет, сёгунат решил, что он слишком молод для такого важного поста, и перевёл его в княжество Такасу через два месяца. В 1691 году он был переведён во вновь возрождённый Этидзэн-Кацуяма-хан. Он служил в качестве кабана Осаки в 1692—1693 годах. Занимаемая должность оказалось дорогой, и он попытался поднять налоги в домене, чтобы компенсировать это. Это привело к крестьянскому восстанию и беспорядкам в течение нескольких лет, причём делегация из княжества даже появилась в Эдо в 1697 году, чтобы передать свою жалобу вышестоящим властям. Саданобу был вынужден смягчиться. Он удалился в 1702 году в резиденцию клана в Хондзё, но продолжал вмешиваться в управление кланом и его дела, создавая большую путаницу и беспорядки вплоть до своей смерти в 1714 году. Его жена была дочерью Огасавары Масанобу. Его могила находятся в храме Кайдзен-дзи в Тайто, Токио и храме Кайдзен-дзи в Кацуяме.

- Огасавара Нобутоки (信信辰, 10 марта 1686 — 8 апреля 1736) — 2-й даймё Этидзэн-Кацуяма-хана (1702—1721). Старший сын Огасавары Нобуюки, младшего сына Огасавары Саданобу. Стал даймё в 1702 году после отставки своего деда. Однако его дед продолжал вмешиваться в дела домена даже после отставки, что приводило к противоречивым инструкциям и приказам, а также разделению вассалов домена на фракции, которые находились в постоянном конфликте. Он служил в должности кабана Осаки в 1703, 1706, 1711 и 1715 годах, а также столкнулся с дополнительным расходом на восстановление княжеской резиденции в Эдо после пожара. Он заболел в 1719 году и не смог справиться с делами домена, а в 1721 году вышел в отставку в пользу своего сына, приняв тонзуру и имя Кавати Нюдо (河内入道), он удалился в Сирояма Онсен и умер в 1736 году. Его жена была дочерью Мидзуно Таданао из Мацумото-хана. Его могила находится в храме Кайдзен-дзи в Кацуяме.

- Огасавара Нобунари (小笠原信成, 2 июля 1705 — 27 августа 1730) — 3-й даймё Этидзэн-Кацуяма-хана (1721—1730). Он родился в Эдо, внук хатамото Сакаи Тадацугу, он был принят Огасаварой Нобутоки в качестве наследника в 1720 году. Он стал даймё в 1721 году. Он служил в качестве кабана Осаки в 1724 и 1727 годах. В 1726 году извержение вулкана вызвало неурожай и массовый ущерб в районе Кацуяма, и во время борьбы с восстановлением, он был назначен кабаном Осаки в третий раз в 1730 году. Не в силах справиться с этим давлением, он заболел и скончался в 1730 году без наследника.

- Огасавара Нобутане (小信信胤, 12 января 1716 — 28 июля 1745) — 4-й даймё Этидзэн-Кацуяма-хана (1730—1745). Второй сын Хонды Тадамунэ из княжества Исэ-Канбе и был посмертно усыновлён как наследник бездетного Огасавара Нобунари, став даймё в 1730 году. Он прошёл свою церемонию гэмпуку в 1731 году. Однако из-за своей молодости, внутриполитических разногласий внутри княжества и тяжёлого финансового положения он оказался неспособным справиться с обязанностями своего ведомства и скончался от болезни в 1745 году. Его жена была внучкой Нагаи Наонобу из княжества Ивацуки-хана, но он умер, не оставив наследника.

- Огасавара Нобуфуса (小信信房, 26 марта 1733 — 19 февраля 1794) — 5-й даймё Этидзэн-Кацуяма-хана (1745—1780). Старший сын Огасавары Нобутоки, но был обойдён в наследстве и был принят в качестве посмертного наследника Огасавары Нобутоки, став даймё в 1745 году. Однако ему было всего 13 лет, и он имел слабое здоровье, и оставил княжеские дела в основном в руках старших вассалов, которые были вынуждены сократить налоги в 1771 году из-за крестьянских восстаний. Он заболел в 1775 году и ушёл в отставку в 1780 году, удалившись в Сирояма Онсен, где он скончался в 1794 году.

- Огасавара Нобумити (小笠原長教, 26 мая 1760 — 14 апреля 1799) — 6-й даймё Этидзэн-Кацуяма-хана (1780—1799). Старший сын Огасавары Нобуфусы, стал даймё в 1780 году на пенсию своего отца из-за болезни. Он кодифицировал законы княжества и пытался провести экономические реформы, реализуя программу жёсткой бюджетной экономии. Тем не менее, эти усилия были сорваны, когда Кацуяма дзокамати (замковый город) сгорел в 1781 году. Великий голод Тенмей также сильно ударил по княжеству в 1783 году. Кроме того, княжеская резиденция в Эдо сгорела в 1786 году, а сильные штормы вызвали неурожай в 1791 году. Массовое восстание произошло в 1797 году. Он умер в Эдо в 1799 году в возрасте 40 лет. Его жена была дочерью Накагавы Хисасады из Ока-хана.

- Огасавара Нагатака (小笠原長貴, 12 августа 1793 — 10 апреля 1840) — 7-й даймё Этидзэн-Кацуяма-хана (1799—1840). Старший сын Огасавары Нобумити и стал даймё после смерти этого отца в 1799 году. Катастрофа продолжает преследовать домен, с Кацуяма дзокамити (который был недавно восстановлен после крупного пожара в 1781 году) снова сгорел в 1799 году, а княжеская резиденция в Эдо сгорела в 1803 году. В 1811 году в княжестве был широко распространён голод из-за неурожая, за которым последовало крестьянское восстание в 1814 году. За этим последовал голод Тэнпо 1833—1837 годов. Несмотря на это, он служил в качестве Sōshaban в сёгунской администрации в 1816 году, а с 1829 по 1840 год в качестве вакадосиёри при сёгуне Токугава Иэхару. Его жена была дочерью Сакаи Тадахиро из Химэдзи-хана.

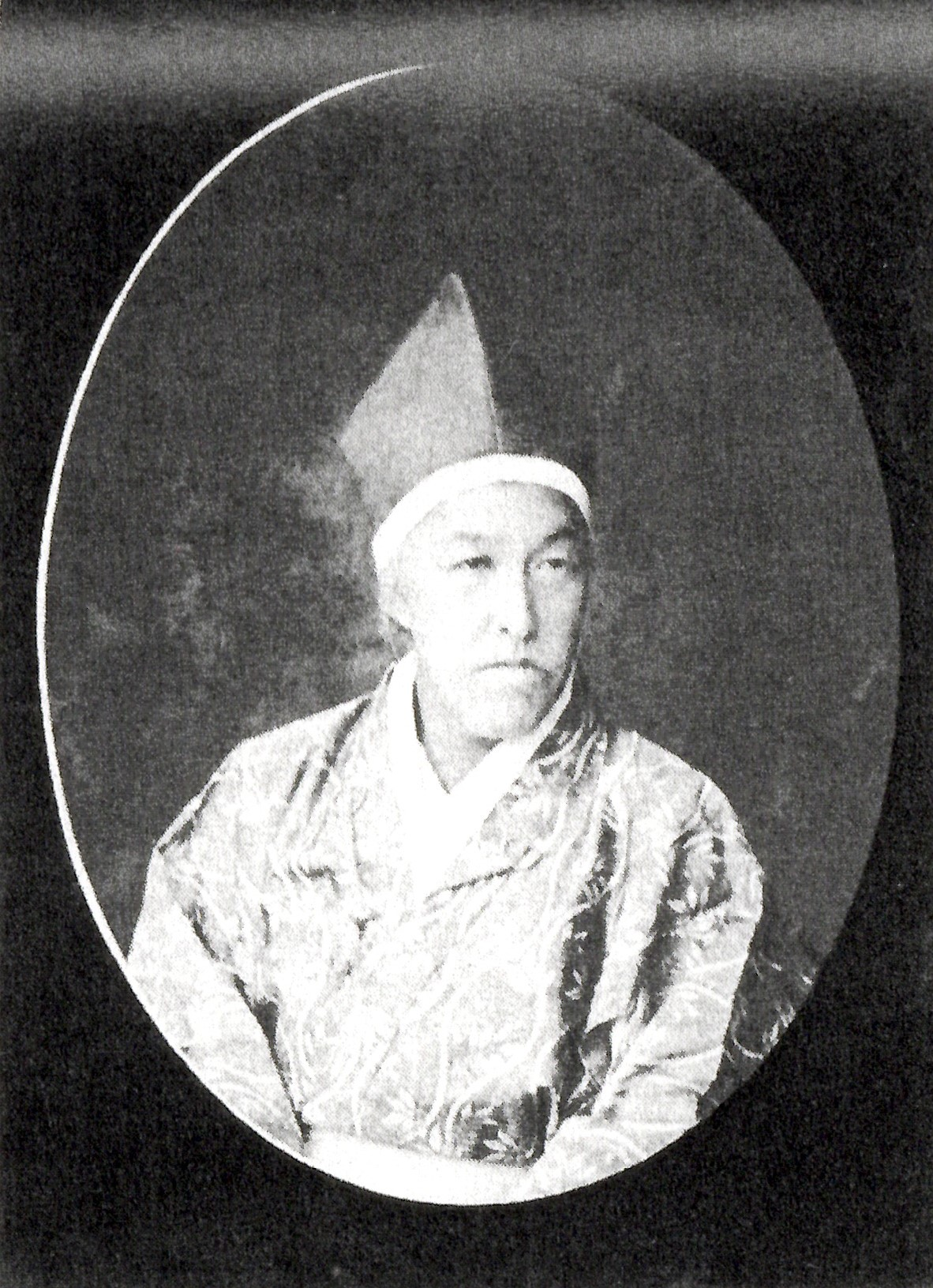
Огасавара Нагамори (1834—1891), последний (8-й) даймё Этидзэн-Кацуяма-хана (1840—1871)

- Огасавара Нагамори (小笠原長守, 29 августа 1834 — 8 марта 1891) — 8-й и последний даймё Этидзэн-Кацуяма-хана (1840—1871). Шестой сын Огасавары Нагатаки, он стал даймё после смерти своего отца в 1840 году. Нагамори был принят на официальной аудиенции сёгуном Токугава Иэёси в 1848 году. Поскольку он был несовершеннолетним на момент своего вступления в должность, княжество управлялось старшими слугами, которые активно пытались реформировать управление доменом и финансы, поощряя новые отрасли промышленности. Школа хан была основана в 1843 году, и княжество пыталось модернизировать своё оружие с 1848 года. Эти усилия были сдержаны приказом сёгуната внести свой вклад в проекты по борьбе с наводнениями на реках в регионе Канто и ущербом, причинённым великими землетрясениями Ансэй 1854—1855 годов. В 1864 году он был назначен кабаном Осаки, а с 1865 года военные части княжества были призваны для оказания помощи в поддержании порядка в Киото. Во время Войны Босин 1868 года княжество быстро перешло на сторону правительства Мэйдзи, и он служил в качестве имперского губернатора Кацуямы в 1869—1871 годах. Он вышел на пенсию в 1873 году и провёл последние годы, занимаясь живописью, до самой смерти в 1891 году.